# Agente mucolítico
Um agente mucolítico é uma substância que lisa (quebra; rompe ligações das cadeias peptídicas) das proteínas que constituem o muco, fazendo com que ele seja mais facilmente eliminado, pois se torna menos viscoso, "pegajoso".
Vários agentes conseguem reduzir a viscosidade da expectoração in vitro. Um grupo de agentes mucolíticos são os derivados da cisteína que reduzem as pontes dissulfureto que ligam as glicoproteínas a outras proteínas, como a albumina e a IgA secretora. Estes medicamentos também atuam como antioxidantes e podem, por isso reduzir a inflamação das vias aéreas.